# Anyphaena pectorosa
Anyphaena pectorosa är en spindelart som beskrevs av Ludwig Carl Christian Koch 1866. Anyphaena pectorosa ingår i släktet Anyphaena och familjen spökspindlar. Inga underarter finns listade i Catalogue of Life.

## Bildgalleri

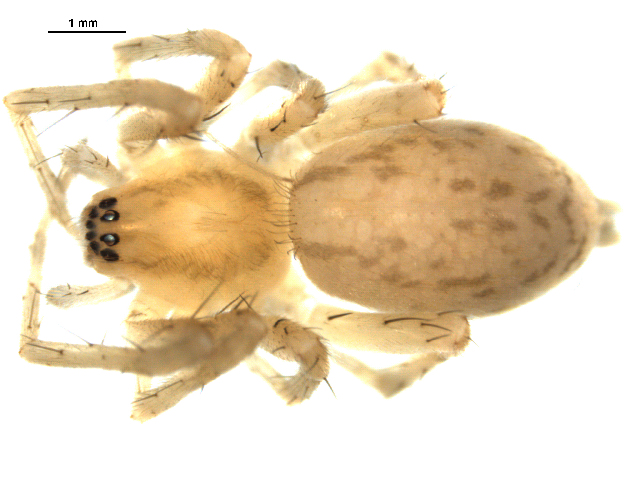